# (179806) 2002 TD66
(179806) 2002 TD66 es un asteroide que forma parte de los asteroides Apolo, descubierto el 5 de octubre de 2002 por el equipo del Lincoln Near-Earth Asteroid Research desde el Laboratorio Lincoln, Socorro, Nuevo México.

## Designación y nombre
Designado provisionalmente como 2002 TD66.

## Características orbitales
) 2002 TD66 está situado a una distancia media del Sol de 1,857 ua, pudiendo alejarse hasta 2,850 ua y acercarse hasta 0,865 ua. Su excentricidad es 0,534 y la inclinación orbital 4,921 grados. Emplea 924 días en completar una órbita alrededor del Sol.

## Características físicas
La magnitud absoluta de 2002 TD66 es 20,2.